# Nietzsche e la filosofia
Nietzsche e la filosofia (titolo originale in francese Nietzsche et la philosophie) è il secondo saggio scritto da Gilles Deleuze. Il libro si rivolge al pensiero del filosofo tedesco Friedrich Nietzsche e si inserisce nel contesto della reinterpretazione del pensiero nietzcheano in atto fra gli anni cinquanta e sessanta.

## Contesto storico
Agli inizi degli anni sessanta appare Nietzsche e la filosofia (1962), che costituirà, assieme ai lavori di Michel Foucault, il maggior contributo francese all'opera di reinterpretazione del pensiero di Nietzsche avviata dagli italiani Giorgio Colli e Mazzino Montinari (reinterpretazione tesa alla depurazione dei testi nietzschiani dalle storture e mistificazioni operate dalla storiografia precedente). In un momento storico in cui la cultura francese è dominata dall'ortodossia delle tre H (Hegel, Husserl, Heidegger: "una scolastica peggiore di quella medievale", secondo quanto dichiarato da Deleuze a Claire Parnet), il riferimento a Nietzsche assume un'esplicita connotazione anti-dialettica. Il pensiero hegeliano sarebbe infatti per Deleuze "da cima a fondo [...] pensiero essenzialmente cristiano" (Nietzsche e la filosofia).

## Tematiche e intenti
In questo testo compaiono due dichiarazioni d'intenti, tra loro collegate, che costituiscono quasi un manifesto del programma filosofico dell'autore: Deleuze si propone di rovesciare il platonismo e realizzare una nuova immagine del pensiero. L'intento di Deleuze è di costruire una filosofia antirappresentativa, che faccia cioè a meno del concetto di rappresentazione, concetto fondamentale nella filosofia moderna tradizionale; l'idea è quella di avviare in filosofia la medesima rivoluzione avviata nelle arti figurative dalle avanguardie artistiche del primo novecento. Questa rivoluzione culturale, secondo Deleuze, non deve coinvolgere solo gli aspetti più profondi della scrittura filosofica (ovvero di contenuto dei testi) ma anche quelli formali. Ciò lo spingerà a sperimentare in Differenza e ripetizione un tipo di assemblaggio del testo mutuato dalla tecnica del collage picabiano.